# Соломаево
Соломаево — деревня в муниципальном округе Егорьевск Московской области России.

## География
Деревня Соломаево расположена в юго-западной части муниципального округа Егорьевск, примерно в 23 километрах к юго-востоку от города Егорьевск. В 3,5 километрах к юго-востоку от деревни протекает река Цна. Высота над уровнем моря 127 метров.

## История
До отмены крепостного права деревней владела помещица Самойлова. После 1861 года деревня вошла в состав Круговской волости Егорьевского уезда. Приход находился в селе Круги.
В 1926 году деревня входила в Круговский сельсовет Лелеческой волости Егорьевского уезда.
До 1994 года Соломаево входило в состав Бобковского сельсовета Егорьевского района, в 1994—2004 годы — Бобковского сельского округа, а в 1994—2006 годы — Раменского сельского округа.
Входит в состав сельского поселения Раменское.

## Демография
В 1885 году в деревне проживало 95 человек, в 1905 году — 114 человек (54 мужчины, 60 женщин), в 1926 году — 151 человек (77 мужчин, 74 женщины). По переписи 2002 года — 13 человек (6 мужчин, 7 женщин). Население — 9 чел. (2010).
| 1859 | 1868 | 1885 | 1905 | 1926 | 2002 | 2006 |
| ---- | ---- | ---- | ---- | ---- | ---- | ---- |
| 105  | ↗126 | ↘95  | ↗114 | ↘75  | ↘13  | ↘12  |
| 2010 |      |      |      |      |      |      |
| ↘9   |      |      |      |      |      |      |